# بورس بحرین
بورس بحرین (به عربی: بورصة البحرين) بازار بورس اوراق بهادار بحرین است، که سالن اصلی محل برگزاری آن، در شهر منامه مستقر می‌باشد.
بازار بورس بحرین در سال ۱۹۸۷ میلادی فعالیت خود را با عرضه سهام ۲۹ شرکت آغاز نمود. در حال حاضر سهام ۵۰ شرکت در بورس بحرین مبادله می‌شود. بورس بحرین هم‌اکنون تنها بازار دادوستد اوراق بهادار مستقر در بحرین است.